# Ashoka Chakra (onderscheiding)
De Ashoka Chakra is een onderscheiding voor dapperheid in de republiek India. De onderscheiding werd in 1952 door de Indiase president ingesteld voor "opvallende dapperheid". De gedecoreerde hoeft niet "oog in oog met de vijand" te hebben gestaan zoals bij de Param Vir Chakra. Tot 1967 had de onderscheiding drie graden, de Ie, IIe en IIIe Klasse. Wanneer men de Param Vir Chakra beschouwt als een opvolger van het Britse Victoria Kruis dan is dit het "George Kruis" van India.
Het lint is groen met een, twee of drie oranje middenstrepen. 
In 1967 werd de orde hervormd en gesplitst in:
- Ashoka Chakra
- Kirti Chakra (de vroegere IIe Klasse)
- Shaurya Chakra (de vroegere IIIe Klasse)